# 桜美林幼稚園 (東京都)
桜美林幼稚園（おうびりんようちえん）は、東京都町田市にある学校法人桜美林学園の中の幼稚園である。

## 概要
清水安三が作った幼稚園であり、彼が初代の園長である。
キリスト教を取り入れ、英語教育と体育に力を入れ、園庭で園児が遊ぶ時にはわらじを履くのが特徴である。
また、「ありがとう」、「ごめんなさい」が素直に言える子どもを目標としている。
桜美林学園の幼稚園なので、運動会等行事によっては学園の施設を使う事がある。
埼玉県さいたま市にも桜美林幼稚園（おべりんようちえん）があるが、町田市の桜美林幼稚園とは関係無い。

## 沿革
- 戦前～戦中　清水安三は、中国北京で崇貞学園(桜美林学園の前身で、今の陳経綸中学にあたる)を開いていた。
- 1946年 桜美林女学校創立、これが桜美林高校になり、桜美林学園のルーツである。
- 1968年3月28日　桜美林幼稚園創立。初代園長は、清水安三。
- 1987年　現在の園舎を落成。